# Adelshofen (Mittelfranken)

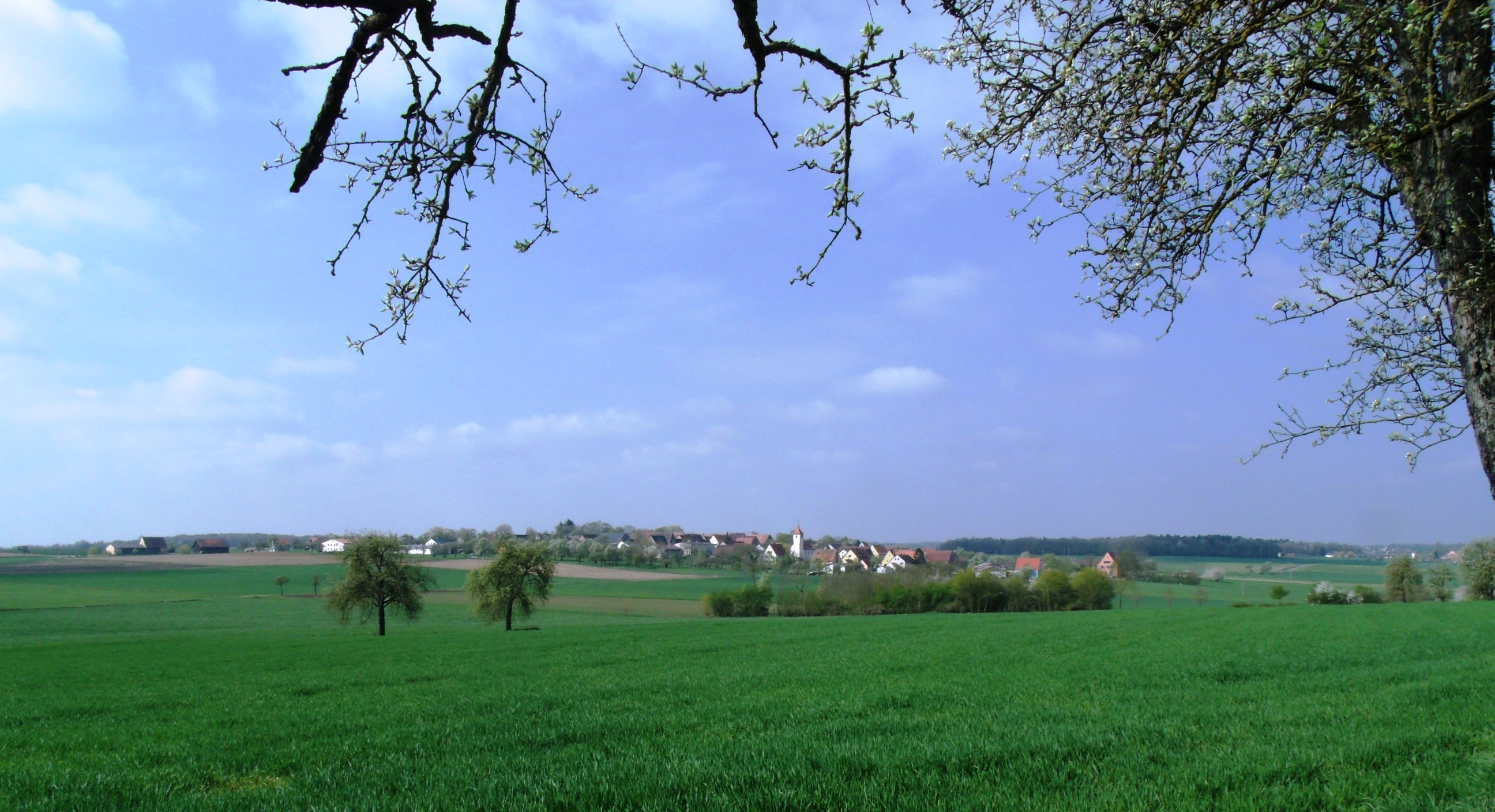
Adelshofen

Adelshofen ist eine Gemeinde im Landkreis Ansbach in Mittelfranken,  Mitglied der Verwaltungsgemeinschaft Rothenburg ob der Tauber und zählt zur Metropolregion Nürnberg.

## Geografie
Die Gemeinde liegt im Taubertal in der Region Westmittelfranken, etwa 6,5 km nördlich von Rothenburg ob der Tauber.

### Gemeindegliederung
Es gibt zehn Gemeindeteile (in Klammern ist der Siedlungstyp angegeben):
- Adelshofen (Pfarrdorf)
- Gickelhausen (Dorf)
- Großharbach (Kirchdorf)
- Haardt (Dorf)
- Hautschenmühle (Einöde)
- Neustett (Dorf)
- Ruckertshofen (Weiler)
- Tauberscheckenbach (Kirchdorf)
- Tauberzell (Kirchdorf)
- Uhlenmühle (Einöde)

Die Karren- und die Salznersmühle zählen zum Gemeindeteil Tauberscheckenbach.
Es gibt auf dem Gemeindegebiet die Gemarkungen Adelshofen, Großharbach, Neustett, Tauberscheckenbach und Tauberzell. Die Gemarkung Adelshofen hat eine Fläche von 10,012 km². Sie ist in 1065 Flurstücke aufgeteilt, die eine durchschnittliche Fläche von 9401,26 m² haben. In ihr liegen neben dem namensgebenden Ort die Gemeindeteile Gickelhausen, Haardt und Ruckertshofen.

### Nachbargemeinden
Nachbargemeinden sind (im Norden beginnend im Uhrzeigersinn) Uffenheim, Ohrenbach, Steinsfeld, Creglingen und Simmershofen.

## Geschichte

### Bis zur Gemeindegründung
Adelshofen wird 1333 als „Otylshouen“ erstmals urkundlich erwähnt. Der Ortsname ist abgeleitet vom Personennamen Othil.
1383 erwarb die Reichsstadt Rothenburg weite Teile des heutigen Gemeindegebiets und sicherte sie im Jahr 1430 mit Wällen und Gräben. Ab 1500 lag Adelshofen im Fränkischen Reichskreis. Seit dem Reichsdeputationshauptschluss von 1803 gehört der Ort, wie weite Teile Frankens, zu Bayern (siehe auch Geschichte Frankens).
Mit dem Gemeindeedikt wurde 1808 der Steuerdistrikt Adelshofen gebildet. Zu diesem gehörten Gickelhausen, Großharbach, Haardt und Ruckertshofen. Wenig später entstand die Ruralgemeinde Adelshofen mit den Orten Adelshofen, Gickelhausen, Haardt und Ruckertshofen. In Verwaltung und Gerichtsbarkeit wurde sie dem Landgericht Rothenburg und in der Finanzverwaltung dem Rentamt Rothenburg ob der Tauber (1919 in Finanzamt Rothenburg ob der Tauber umbenannt). Ab 1862 übernahm das Bezirksamt Rothenburg ob der Tauber die Verwaltung (1939 in Landkreis Rothenburg ob der Tauber umbenannt) und das Stadt- und Landgericht Rothenburg ob der Tauber die Gerichtsbarkeit (1879 in Amtsgericht Rothenburg ob der Tauber umbenannt). Die Gemeinde hatte 1964 eine Fläche von 10,065 km².

### Eingemeindungen
Am 1. Juli 1972 wurden im Rahmen der Gebietsreform in Bayern die Gemeinden Großharbach, Tauberscheckenbach und Tauberzell nach Adelshofen eingemeindet. Am 1. Mai 1978 kam Neustett hinzu.

### Einwohnerentwicklung
Im Zeitraum 1988 bis 2018 sank die Einwohnerzahl von 970 auf 955 um 15 Einwohner bzw. 1,6 %.
Gemeinde Adelshofen
| Jahr      | 1818   | 1840   | 1852   | 1861   | 1867   | 1871   | 1875   | 1880   | 1885   | 1890   | 1895   | 1900   | 1905   | 1910   | 1919   | 1925   | 1933   | 1939   | 1946   | 1950   | 1961   | 1970   | 1987   | 1995 | 2005 | 2015   |
| Einwohner | 415    | 403    | 421    | 424    | 433    | 425    | 425    | 438    | 451    | 446    | 426    | 407    | 400    | 424    | 394    | 389    | 372    | 354    | 532    | 597    | 362    | 350    | 980    | 971  | 961  | 979    |
| Häuser    | 78     | 85     |        |        |        | 81     |        |        | 82     | 81     |        | 78     |        |        |        | 79     |        |        |        | 78     | 79     |        | 261    |      |      | 299    |
| Quelle    | [ 10 ] | [ 16 ] | [ 17 ] | [ 18 ] | [ 19 ] | [ 20 ] | [ 21 ] | [ 22 ] | [ 23 ] | [ 24 ] | [ 17 ] | [ 25 ] | [ 17 ] | [ 26 ] | [ 17 ] | [ 27 ] | [ 17 ] | [ 17 ] | [ 17 ] | [ 28 ] | [ 12 ] | [ 29 ] | [ 30 ] |      |      | [ 31 ] |

Ort Adelshofen
| Jahr      | 001818 | 001840 | 001861 | 001871 | 001885 | 001900 | 001925 | 001950 | 001961 | 001970 | 001987 |
| Einwohner | 218    | 213    | 220    | 214    | 246    | 202    | 194    | 282    | 180    | 188    | 130    |
| Häuser    | 41     | 46     |        |        | 41     | 40     | 40     | 39     | 40     |        | 39     |
| Quelle    | [ 10 ] | [ 16 ] | [ 18 ] | [ 20 ] | [ 23 ] | [ 25 ] | [ 27 ] | [ 28 ] | [ 12 ] | [ 29 ] | [ 30 ] |

## Politik

### Gemeinderat
Nach der Kommunalwahl am 15. März 2020 hat der Gemeinderat acht Mitglieder. Die Wahl brachte folgendes Ergebnis:
| Parteien und Wählergemeinschaften     | % 2020 | Sitze 2020 |
| ------------------------------------- | ------ | ---------- |
| Wählergemeinschaft Adelshofen         | 25,7   | 2          |
| Wählergemeinschaft Großharbach        | 23,1   | 2          |
| Wählergemeinschaft Tauberscheckenbach | 20,0   | 2          |
| Wählergemeinschaft Tauberzell         | 17,4   | 1          |
| Wählergemeinschaft Neustett           | 13,9   | 1          |
| Gesamt                                | 100,0  | 8          |
| Wahlbeteiligung in %                  | 75,4   | 75,4       |

Weiteres Mitglied und Vorsitzender des Gemeinderates ist der Erste Bürgermeister.

### Bürgermeister
Johannes Schneider ist seit Mai 2002 der Erste Bürgermeister. Er wurde am 15. März 2020 mit 93,1 % der Stimmen wiedergewählt.

### Wappen und Flagge
Wappen
| Wappen von Adelshofen | Blasonierung: „Wellenförmig gespalten von Gold und Rot; vorne ein wachsender roter Bischofsstab unter einer roten Kugel und beseitet von zwei roten Kugeln; hinten ein silberner, spitzgiebeliger Fachwerkturm.“ |
| Wappen von Adelshofen | Wappenbegründung: Der Fachwerkturm erinnert an die Rothenburger Landhege (ein Landturm als Teil dieser Grenzanlage ist in Großharbach noch erhalten). Die Kugeln und der Bischofsstab sind die Attribute des Heiligen Nikolaus und weisen auf die Pfarrkirche von Adelshofen, die diesem Heiligen geweiht ist. Die wellenförmige Spaltung des Schildes symbolisiert die Lage der Gemeinde an der Tauber. Die Gemeinde Adelshofen führt seit 1974 ein eigenes Wappen. |

Flagge
Die Gemeindeflagge ist rot-weiß.

## Baudenkmäler
- St. Nikolaus (Adelshofen)
- Überreste der Rothenburger Landhege

## Wirtschaft und Infrastruktur

### Wirtschaft einschließlich Land- und Forstwirtschaft
1998 gab es im Bereich der Land- und Forstwirtschaft und im Bereich Handel und Verkehr keine sozialversicherungspflichtig Beschäftigten, im produzierenden Gewerbe 72 sozialversicherungspflichtig Beschäftigte am Arbeitsort. In sonstigen Wirtschaftsbereichen waren am Arbeitsort zehn Personen beschäftigt. Beschäftigte am Wohnort gab es 318. Im Bauhauptgewerbe gab es einen Betrieb. Zudem bestanden im Jahr 1999 91 landwirtschaftliche Betriebe mit einer Nutzfläche von 2165 ha. Davon waren 1768 ha Ackerfläche und 385 ha Dauergrünfläche.
Tauberzell ist ein fränkischer Weinort an der Tauber, der einzige im Landkreis Ansbach. Die Einzellage heißt Hasennestle.

### Bildung
1999 gab es folgende Einrichtungen:
- Kindergärten: 49 Kindergartenplätze mit 43 Kindern

### Verkehr
Die Staatsstraße 2416 verläuft nach Tauberscheckenbach (2,6 km westlich) bzw. nach Reichelshofen (2,7 km östlich). Die Kreisstraße AN 8 führt nach Ruckertshofen (0,8 km nördlich) bzw. nach Gattenhofen (2,9 km südöstlich). Gemeindeverbindungsstraßen führen nach Oberscheckenbach zur Staatsstraße 2419 (3,3 km nordöstlich) und nach Haardt (1,1 km nordwestlich).

## Persönlichkeiten
- Fritz Mägerlein (1903–1993), Lehrer und Heimatforscher, Mägerlein wurde in Neustett geboren